# Tephrina homalodes
Tephrina homalodes är en fjärilsart som beskrevs av Edward Meyrick 1889. Tephrina homalodes ingår i släktet Tephrina och familjen mätare. Inga underarter finns listade i Catalogue of Life.